# Hoa ống
Hoa ống (danh pháp khoa học: Siphocranion macranthum) là một loài thực vật có hoa trong họ Hoa môi. Loài này được (Hook.f.) C.Y.Wu miêu tả khoa học đầu tiên năm 1959.